# Европейская федерация гандбола
Европейская федерация гандбола (англ. European Handball Federation, сокр. EHF, в русской транслитерации ЕГФ) — структура, управляющая европейским гандболом. Объединяет 52 национальные федерации, из которых 2 являются ассоциированными членами. Представляет Международную федерацию гандбола (ИГФ) в европейских странах. Штаб-квартира находится в столице Австрии Вене. Президентом ЕГФ с 2016 года является Михаэль Видерер (Австрия).

## История
Европейская федерация гандбола основана в ноябре 1991 года в Берлине (Германия) и включила в свой состав 29 национальных европейских ассоциаций, являвшихся членами Международной федерации гандбола. В настоящее время объединяет 52 национальные федерации (из них 2 входят в ЕГФ на правах ассоциированных членов).
В июне 1994 года в Португалии ЕГФ провела первый чемпионат Европы по гандболу среди мужских команд. Первый аналогичный женский турнир прошёл в сентябре того же года в Германии.
С 1993 все европейские гандбольные клубные турниры, проводимые ранее под эгидой Международной федерации гандбола, перешли под юрисдикцию ЕГФ.
С 1996 проводятся чемпионаты Европы среди мужских и среди женских молодёжных сборных команд. С 1992 разыгрываются европейские первенства среди юношей и девушек.
С 2000 года проходят чемпионаты Европы по пляжному гандболу.

## Президенты ЕГФ
- 1991—2004 —  Стефан Хольмквист
- 2004—2012 —  Тор Лиан
- 2012—2016 —  Жан Брио
- с 2016 —  Михаэль Видерер

## Структура ЕГФ
Высший орган Европейской федерации гандбола — Конгресс, созываемый раз в два года.
Для решения задач, поставленных Конгрессом перед ЕГФ, а также уставных требований, делегаты Конгресса сроком на 4 года избирают Исполнительный комитет в количестве 11 человек. Руководит его работой Президент Европейской федерации гандбола.
Для решения специальных задач, стоящих перед ЕГФ, в её структуре созданы постоянные технические комиссии (по проведению соревнований, методическая, пляжного гандбола, ревизионная, арбитражная, апелляционная) и советы (по профессиональному гандболу, по женскому гандболу, по национальному гандболу).

## Официальные соревнования
В рамках своей деятельности Европейская федерация гандбола отвечает за проведение следующих турниров:
- Чемпионаты Европы среди мужских и женских национальных сборных команд — один раз в два года по чётным годам
- Чемпионаты Европы среди молодёжных сборных команд (до 20 лет мужчины и до 19 лет женщины) — один раз в два года по чётным (мужчины) и нечётным (женщины) годам
- Чемпионаты Европы среди юниорских сборных команд (до 18 лет юноши и до 17 лет девушки) — один раз в два года по чётным (мужчины) и нечётным (женщины) годам
- Европейские турниры среди мужских и женских клубных команд (Лига чемпионов ЕГФ, Кубок обладателей Кубков ЕГФ, Кубок Европейской федерации гандбола, Кубок вызова ЕГФ) — ежегодно.
- Чемпионаты Европы по пляжному гандболу среди мужских и женских национальных сборных команд — один раз в два года по нечётным годам

## Члены ЕГФ
| - Австрия - Азербайджан - Албания - Англия - Андорра - Армения - Белоруссия - Бельгия - Болгария - Босния и Герцеговина - Великобритания - Венгрия - Германия | - Греция - Грузия - Дания - Израиль - Ирландия - Исландия - Испания - Италия - Кипр - Косово - Латвия - Литва - Лихтенштейн | - Люксембург - Мальта - Молдавия - Монако - Нидерланды - Норвегия - Польша - Португалия - Россия - Румыния - Северная Македония - Сербия - Словакия | - Словения - Турция - Украина - Фарерские острова - Финляндия - Франция - Хорватия - Черногория - Чехия - Швейцария - Швеция - Шотландия - Эстония |